# الکساندر خویلیا
الکساندر لئوپولدویچ خویلیا (روسی: Александр Леопольдович Хвыля؛ ۲ ژوئیهٔ ۱۹۰۵ – ۱۷ اکتبر ۱۹۷۶) بازیگر اهل اتحاد جماهیر شوروی سوسیالیستی بود.
از فیلم‌ها یا برنامه‌های تلویزیونی که وی در آن نقش داشته‌است، می‌توان به جک فراست، برادران کارامازوف، نگهبان جوان، مبادا که فراموش کنیم و دست الماس اشاره کرد.
وی همچنین برندهٔ جوایزی همچون هنرمند مردمی جمهوری شوروی فدراتیو سوسیالیستی روسیه و نشان پرچم سرخ کار شده‌است.